# Zach Lund
Zachary Lund (* 22. März 1979 in Salt Lake City) ist ein US-amerikanischer Skeletonfahrer.
Zach Lund debütierte im Februar 2001 bei einem Rennen in Nagano im Weltcup, wo er 21. wurde. Schon in seinem zweiten Rennen 2002 in Calgary wurde er Zehnter. Von nun an gehörte er zu Weltspitze und fuhr fast immer in die Top 10. In der Saison 2006/07 gewann er zunächst sein erstes Weltcuprennen in Park City, im weiteren Verlauf der Saison gewann er insgesamt vier von acht Saisonrennen und am Ende auch den Gesamtweltcup. Der Athlet aus Salt Lake City nahm dreimal an Weltmeisterschaften teil und konnte sich kontinuierlich verbessern. 2003 in Nagano wurde er Neunter, 2005 in Calgary Fünfter und 2007 in St. Moritz gewann er die Bronzemedaille. Seit 2000 konnte er zudem sieben Rennen des America’s Cup gewinnen.
Für die Olympischen Winterspiele 2006 in Turin wurde er wegen eines positiven Tests auf Finasterid nach einem Weltcup in Calgary, wo er Zweiter wurde, disqualifiziert. Dieses Medikament ist ein Mittel gegen Haarausfall, das Lund, der seit seiner Jugend unter Haarausfall leidet, seiner Aussage zufolge unwissentlich eingenommen haben soll. Seine daraufhin verhängte Sperre wurde später vom Internationalen Sportgerichtshof wieder aufgehoben. Bei den Olympischen Winterspielen 2010 in Vancouver belegte Zach Lund den 5. Platz.